# Aspidistra
Aspidistra eller ungkarlsblomma (Aspidistra elatior) är en tålig växt inom släktet Aspidistra och familjen stickmyrtenväxter. Det här är en växt som odlats i Sverige som krukväxt sedan mitten av 1800-talet. Aspidistra har låga krav på sol, vatten, luft och temperatur. Den blir cirka 1 meter hög med en halvmeter långa och 1 decimeter breda och långsmala mörkgröna palmliknande blad på smala hårda stjälkar. Den växer från rotstam utan förgreningar ovan jord och kan blomstra med små violetta blommor vid jordytan men detta är sällsynt. Den är extremt långsamväxande men blir gammal. Den har ett ganska mörkt och okomplicerat utseende och är vanlig som bakgrundsblad i buketter av snittblommor.
Det vetenskapliga namnet Aspidistra kommer från grekiskans aspis som betyder sköld, och syftar på utseendet hos pistillens märke. Elatior betyder högre. På svenska har den genom tiderna haft flera namn, som ungkarlsblomma på grund av att den tål det mesta, och kaféblomma för att den klarar nästan vilka miljöer som helst och förr ofta fanns på kaféer.

## Förekomst
Aspidistra härstammar ursprungligen från Japan (Osumi-öarna). Tidigare trodde man att arten kom från Kina, men inga vilda plantor har hittats där.

## Odling
Aspidistra är en av de mest toleranta krukväxterna vi har när det gäller dåliga ljusförhållanden och kan stå där nästan inget annat klarar sig. Tål definitivt inte direkt sol. Aspidistran har ett svagt rotsystem och växer mycket långsamt. Ju mindre ljus den får, desto långsammare växer den. Jorden bör torka upp ordentligt mellan vattningarna, men den bör inte hinna bli helt torr under sommarhalvåret i alla fall. Duscha den gärna då och då. Aspidistran kan bli mycket gammal om man inte är alltför hårdhänt mot den. Då den växer långsamt och har svagt rotsystem kräver den inte mycket näring. Vattna med halv dos krukväxtnäring en gång i månaden som oftast och då bara från april till september, resten av året ger man ingen näring alls. Spricker bladen kan det vara ett tecken på att växten får för mycket näring.
Omplantering sker på våren men i regel med flera års mellanrum. Då rotsystemet är svagt och bland annat består av en jordstam är det klokt att om möjligt välja en grund och lite vid kruka. Det är också viktigt att den nya krukan inte är mer än ett par centimeter bredare än den gamla. Den mår bra i normal rumstemperatur året om, men tål som lägst ner till 0°C. Håller man låg temperatur vintertid är det speciellt viktigt att vara mycket sparsam med vattningen. Sommartid kan den placeras på en skuggig plats utomhus. Även om aspidistran i regel är problemfri kan den drabbas av spinnkvalster om den står torrt, varmt eller dragigt.
Aspidistran förökas genom att man försiktigt delar plantan i samband med omplantering. Plantera de nya plantorna i förhållandevis små krukor, eftersom de tar god tid på sig för att växa till sig. Man kan också skära en bit av jordstammen i mindre bitar, sedan alla smårötter skurits bort. Lägg bitarna i fuktig torv, men de ska ligga alldeles i ytan och bara precis täckas med torv. När nya skott börjar växa fram planterar man flera sådana jordstamsbitar i en och samma kruka. I yrkesmässig odling tar det över ett år att få fram en planta med 5-6 blad på. Detta är ett av skälen till att aspidistran är förhållandevis ovanlig i odling och handel och förefaller dyr. Det beror helt enkelt på att den växer för långsamt, även i ett växthus och tar då resurserna i anspråk under längre tid än de allra flesta andra krukväxter.
- Wikimedia Commons har media som rör Aspidistra.